# Mydaus
Mydaus F. Cuvier, 1821 è un genere di carnivori appartenente alla famiglia dei Mefitidi. È l'unico genere della sua famiglia a non essere originario del continente americano.
Le due specie di Mydaus vengono spesso indicate come tassi fetidi a causa delle secrezioni nauseabonde che espellono (soprattutto la specie malese) dalle ghiandole anali a scopo difensivo .

## Tassonomia
Il genere Mydaus è stato classificato per decenni tra i Mustelidi, in una posizione vicina a quella dei tassi; solo negli ultimi anni, grazie a ricerche di biologia molecolare, si è scoperta la sua stretta parentela con le moffette americane, o skunk. Non solo: entrambi questi gruppi di animali si sono dimostrati poi così tanto diversi dagli altri Mustelidi da giustificare la loro collocazione in una nuova famiglia, i Mefitidi .
Il genere Mydaus comprende due sole specie :
- Mydaus javanensis (Desmarest, 1820) - tasso malese
- Mydaus marchei (Huet, 1887) - tasso delle Filippine

La specie M. marchei in passato era posta nel genere monospecifico Suillotaxus .

## Descrizione
I Mydaus sono lunghi 32 – 51 cm e hanno una piccola coda di 5 - 7,5 cm; pesano soltanto 1,4 - 3,6 kg (la specie delle Filippine presenta dimensioni inferiori). Entrambe le specie hanno un mantello di colore nerastro che presenta una zona bianca sulla sommità del capo; nel tasso malese questa zona si continua con una sottile striscia, anch'essa bianca, sul dorso. I peli sul dorso sono allungati a formare una sorta di criniera.

## Distribuzione
Entrambe le specie di Mydaus sono originarie delle foreste tropicali del Sud-est asiatico. Il tasso malese è diffuso a Sumatra, Borneo, Giava e nelle isole settentrionali dell'arcipelago di Natuna. Quello delle Filippine, invece, è diffuso solamente sull'isola di Palawan e nell'arcipelago delle Calamian.

## Biologia
I tassi fetidi ricoprono nelle foreste tropicali del Sud-est asiatico insulare la stessa nicchia ecologica del tasso in Europa. Sono creature solitarie e notturne che si spostano attraverso il sottobosco alla ricerca di uova d'uccello, carogne, insetti, vermi e vegetali.